# Chi Trường ngân
Agelaea là một chi thực vật có hoa trong họ Connaraceae. Chi này được Jules Émile Planchon công bố mô tả khoa học đầu tiên năm 1850 dựa theo mô tả trước đó của Daniel Solander.

## Từ nguyên
Từ chữ Hy Lạp agelaios = agele (bầy đàn, cụm, chùm) + ago (dẫn tới, dẫn đến), nghĩa là sống thành đàn, mọc thành cụm; để chỉ tới số lượng quả đại cùng chín trong một hoa.

## Mô tả
Dây leo thân gỗ hoặc cây bụi bò trườn, phân cành nhiều. Lá mọc so le, không lá kèm, có cuống lá, lá kép ba gồm 3 lá chét. Cụm hoa ở nách lá, giả đầu cành, hoặc đầu cành, hình chùy, thường thì một số cành chính không đều; lá bắc và lá bắc con bền; lá bắc thuôn tròn nhọn, hơi dày lên ở đỉnh; lá bắc con thẳng hẹp. Hoa lưỡng tính, mẫu 4 hoặc 5. Lá đài xếp lợp trong chồi, có lông măng nhỏ hoặc lông tơ khá mịn phía xa trục, lông tơ áp ép ngắn phía gần trục, các lông bên trong dài hơn, các lông ở rìa là lông rung nhạt hơn, dạng tuyến. Cánh hoa thẳng, dài hơn rõ rệt so với lá đài, nhẵn nhụi. Nhị hoa thường 5 hoặc 10 hoặc 15, xen kẽ các nhị dài hơn với các nhị ngắn hơn, những cánh đối diện lá đài dài hơn những cánh hoa đối diện cánh hoa (hiếm khi không có); các chỉ nhị hơi hợp sinh tại gốc. Lá noãn 5, đôi khi một số là vô sinh; bầu nhụy có lông mịn; lá noãn 2, thẳng, đính bên. Vòi nhụy hình trụ, gốc có lông; đầu nhụy hình cầu, 3 thùy, nhỏ. Quả đại chuyển màu đỏ khi chín, hình quả lê, thường uốn ngược mạnh, thường hình ống, có lông măng rậm nhiều hay ít, mở theo khe nứt dọc, với đài bền nhưng không phình to, đáy co lại, đỉnh tròn; vỏ quả ngoài khá mỏng. Hạt 1, màu đen bóng, được bao phủ bởi lớp áo hạt màu da cam hay vàng bao lấy một phần; không có nội nhũ.

## Phân bố
Các loài trong chi này phân bố trong khu vực nhiệt đới châu Phi, đảo Hải Nam và từ Đông Dương đến Malesia.

## Các loài
Danh sách loài lấy theo Plants of the World Online:
- Agelaea annobonensis G.Schellenb., 1910-1911: Đảo Annobón.
- Agelaea baronii G.Schellenb., 1938: Tây bắc Madagascar.
- Agelaea borneensis  (Hook.f.) Merr., 1909: Từ Thái Lan bán đảo đến tây Malesia và Philippines.
- Agelaea claessensii De Wild., 1911: Congo, Cộng hòa Dân chủ Congo.
- Agelaea conraui G.Schellenb., 1923: Cameroon.
- Agelaea gabonensis Jongkind, 1991: Gabon.
- Agelaea insignis  (Schellenb.) Leenh., 1958: Borneo (gần Kuching, Sarawak, Malaysia).
- Agelaea macrophylla  (Zoll.) Leenh., 1958: (Dây) trường ngân, (dây) trường nguân. Borneo, Java, Tiểu Sunda, Malaysia bán đảo, Myanmar, Sumatra, Việt Nam.
- Agelaea palmata Jongkind, 1997: Gabon.
- Agelaea paradoxa Gilg, 1888: Châu Phi nhiệt đới, bao gồm Cameroon, Cộng hòa Trung Phi, Congo, Guinea Xích đạo, Gabon, Bờ Biển Ngà, Liberia, Nigeria, Sierra Leone, Cộng hòa Dân chủ Congo.
- Agelaea pentagyna  (Lam.) Baill., 1882: Rộng khắp vùng nhiệt đới châu Phi, Madagascar, các đảo trên Ấn Độ Dương.
- Agelaea poggeana Gilg, 1895: Angola, Cameroon, Cộng hòa Trung Phi, Congo, Guinea Xích đạo, Gabon, Cộng hòa Dân chủ Congo.
- Agelaea rubiginosa Gilg, 1891: Angola (gồm cả Cabinda), Cameroon, Congo, Gabon, các đảo trong vịnh Guinea, Cộng hòa Dân chủ Congo.
- Agelaea trinervis  (Llanos) Merr., 1918: Dây trường ngân, trường ngân. Borneo, Campuchia, Hải Nam, Java, Lào, Malaysia bán đảo, Maluku, Philippines, Sumatra, Thái Lan, Việt Nam.